# Costa del Azahar

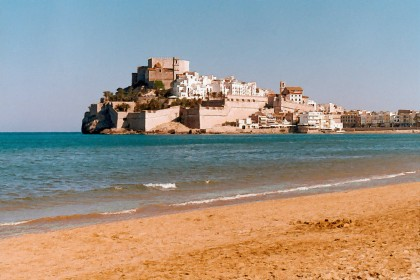
Peñíscola.

La Costa del Azahar (spanska: [ˈkosta ðel aθaˈar], på svenska ordagrant "Apelsinblomskusten") eller på katalanska Costa dels Tarongers ([ˈkɔsta ðeɫs taɾoɲˈdʒeɾs]; ibland översatt till svenska som "Apelsinkusten") är en kuststräcka längs östra Spaniens fastland, vid Medelhavet. Den utgör en del av spanska Levanten. Costa del Azahar sträcker sig från Costa Daurada söder om Ebrodeltat i sydligaste Katalonien, längs med Castellónprovinsen i Valenciaregionen söderut i Valenciabukten. 
Remsan är cirka 120 km lång och kantas av långa sandiga stränder blandat med klippor.
Bland de mest besökta platserna på la Costa del Azahar märks orterna Vinaroz, Benicarló, Peñíscola, Oropesa del Mar, Benicassim och provinshuvudstaden Castellón de la Plana.